# デレク・F・エーベル
デレク・F・エーベル（Derek F. Abell）は経済学者。ベルリンの欧州経営大学院（EMST）の共同創設者にして初代理事長、名誉教授を務めた。 2012年にはブラジルのサンパウロにあるHSM教育事業の国際学部長も務めている。主に戦略的マーケティング、総括マネジメント、リーダーシップ、執行責任といった分野において研究しており、最も重要な貢献のひとつが三次元事業定義モデルを作り上げたことである。

## 人物・経歴
1960年にサザンプトン大学で航空宇宙工学の学士号を取得した後アメリカに移住、1966年にMITスローン経営大学院で工業管理について修士号を取得し、1970年ハーバードビジネススクールで経営学博士号を取得した。
博士号取得後、1981年までハーバードビジネススクールの常勤教員を務めた。
1981年から2003年まで、スイスのローザンヌにある国際経営開発研究所（IMD）で戦略とマーケティングの教授を務めた。この時期他に2つの役職についており、1981年から1989年まで、IMDの制度上の前身である企業経営政策研究所（IMEDE）の学長を、1994年から2003年までスイス連邦工科大学（ チューリッヒ工科大学、スイス連邦工科大学ローザンヌ校）で教授を務めている。

## 学説

### 三次元事業定義モデル
「エーベルモデル」とも呼ばれる三次元事業定義モデルは、企業が自らの事業を定義する際に使用する理論である。エーベル以前にはイゴール・アンゾフのマトリックスに代表される製品／市場グリッドなど、資源力と市場計画を通じて二次元の視点で事業を定義する考え方が主流であった。 彼は著書『事業の定義』において、従来の二次元事業定義では不十分であると論じ、代わって三次元の視点から事業を定義する必要があるとの説を提唱している。エーベルの三次元事業定義モデルは次の要素から成っている。
- 顧客層 …… 製品やサービスを享受する顧客がどの層であるか
- 顧客機能 …… 顧客の需要はなにか
- 技術 …… 顧客層に顧客機能を提供するためにどの技術を持つか

『事業の定義』に挙げられている例では、例えば1960年代から1970年代におけるIBM社と互換周辺機器メーカー（PCM）各社では、PCM各社は「顧客機能」をSystem/360の周辺機器、「テープドライブ」「ディスクドライブ」「高速プリンター」「ダイレクト・アクセス・メモリ」などに絞り、「西海岸における航空業界の経済的沈滞によって有能な電子および電子工学の技術者」を調達、また元IBM社員を擁するという「技術」を持つことによって安価に製品を実現した。
また1970年代の画像診断技術において、レコード、テープの製造販売企業であった英国EMI社は在籍しているゴッドフリー・ハウンズフィールドによるコンピューターを用いたX線断層撮影の「技術」を用いたCTスキャナーで画像診断分野に進出、更には英ニュークリア社を買収し放射線および超音波による診断「技術」も用いた参入も行った
このような顧客層、顧客機能、技術による事業定義は静的に固定するためのものではなく、定期的に事業の再定義あるいは細分化を行い見直して事業戦略の出発点とすべきことが説かれている。

## 著作

### 単著
- 事業の定義 戦略計画策定の出発点（ 碩学舎、1980） - 石井淳蔵による新訳
- Managing with dual strategies: Mastering the present, preempting the future. Free Press （1993）
- Competitive market strategies: Some generalizations and hypotheses.  （1975）

### 共編著
- Dynamic entrepreneurship in Central and Eastern Europe. （1993） - トーマス・コラーマイヤーとの共著
- Strategic market planning: Problems and analytical approaches. （1979） - ジョン・S・ハモンドとの共著